# Wilhelm Cullmann
(Wilhelm) Willy Cullmann (Münnerstadt, Baja Franconia, Alemania; 8 de junio de 1905-Menton, Alpes Marítimos, Francia; 29 de enero de 1992) fue un notario, botánico, y escritor alemán que se ocupaba principalmente de la familia de las cactáceas, llegando a poseer una gran colección de especímenes de cactus; y recibía innumerable material de los investigadores directamente de América del Sur, por ejemplo, de Friedrich Ritter.
Cullmann fue miembro fundador de la Organización Internacional para las Suculentas IOS (Zúrich, 1950) y es autor de la obra de consulta "Cactus" (1963, Editorial Eugen Ulmer, Stuttgart).

## Otras publicaciones

### Libros
- willy Cullmann, heinz Balzer. Kakteen, unser Hobby: Einführung in d. Kakteenkunde u. Anleitung zu erfolgreicher Kakteenkultur (Cactus, nuestro hobby: Introducción a las Cactáceas y orientación para el éxito del Cultivo de Cactus). Verlag Eugen Ulmer, Stuttgart. 171 pp. 1963
- -------, -------. Das Heyne-Kakteenbuch (El libro de los cactus de Heyne). Heyne-Verlag, Múnich. 155 pp. 1968
- -------. Kakteen: Einführung in die Kakteenkunde und Anleitung zu erfolgreicher Kakteenkultur (Cactus: Introducción a los clientes de Cactus y guía del cultivo de éxito). Ulmer-Verlag, Stuttgart. 272 pp. 1972
- -------, erich Götz, gerhard Gröner. Kakteen: Kultur, Vermehrung und Pflege; Lexikon der Gattungen und Arten (Cactus: cultivo, propagación y cuidados. Enciclopedia de los géneros y especies). Ulmer-Verlag, Stuttgart. 340 pp. 1984
- -------, -------, -------. The Encyclopedia of Cacti, Alpha books, Sherborne, Gran Bretaña 1986. 340 pp. ISBN 0-906670-37-3

## Honores

### Epónimos
- (Cactaceae) Cullmannia Distefano[1]

- La abreviatura «Cullmann» se emplea para indicar a Wilhelm Cullmann como autoridad en la descripción y clasificación científica de los vegetales.[2]